# 国際カードビジネス協会
国際カードビジネス協会（こくさいカードビジネスきょうかい） は、クレジットカードの啓発・広報活動を行っていた団体である。略称は、名称の英訳 (INTERNATIONAL CREDIT CARD BUSINESS ASSOCIATION) の頭文字を採った「ICBA」。

## 概要
1988年7月12日に日本信販株式会社（現:三菱UFJニコス）ほか数社で設立。その後、カード会社のみならず、百貨店、メーカー、専門店、金融・保険、サービス業など数十社に増えて行った。
会員会社や業界人向けの講演会やシンポジウムを年数回催していた。内容は、病院など公共施設でのカード決済の浸透やICクレジットカードを用いたクレジットカード決済の将来展望などについてなど。
2010年3月末日を以て解散し、清算の手続きを行っている。

## 国際カードのブランドの供与
三菱UFJニコス株式会社（旧:日本信販(NICOS)）が有するVisa及びMastercardの各国際カードのブランドを、当会を通じて他社に供与していた。クレジットカードの裏面に「ICBA」のロゴが描かれているものは、このライセンスを利用していた。

## 設立の経緯
1980年代前半まで日本でVISAカードを発行できるのは、日本で初めてVisaと提携した住友クレジットサービス（現在の三井住友カード）及びVISAジャパン協会（現在のVJA、以下「VJA」）に加盟する銀行系クレジットカード会社だけであり、銀行系以外の信販会社や流通業が母体のカード会社はVJAが加盟を許していなかった。これはVisaが当初、この2団体に限ってメンバーとしていた関係もある。
一方、VISAと並ぶ国際カードの一つであるMasterCardは、DCカード、UCカード、日本信販やオリエントコーポレーションなど日本に於ける提携先を増やし、ジェーシービーを除くと発行枚数的には1990年頃までMasterCardが優位である状況が続く。
この事からVisaは日本でのシェアを広げるため方針転換し、1987年に日本信販（NICOS、現在の三菱UFJニコス）、西武クレジット（セゾンカード、現在のクレディセゾン）、ダイエーファイナンス（オーエムシーカード(OMC)、現在のセディナ）にVISAのスペシャルライセンシーを与え、VJA以外からもVISAブランドのクレジットカードが発行されるようになった。なお、Visaはジェーシービー（JCB）にもVISAのスペシャルライセンシーの付与を申し出ているが、JCB側から断られている。
これに対し、日本でVISAカードの発行と加盟店開拓をし続けてきた住友クレジットとVJAは、VJAに加盟していない会社が発行するVISAカードを、自らが開拓した日本国内のVISA加盟店で使えないようにする措置をとった。さらにVisaに対し、VJAに加盟していないカード会社に声をかけないよう申し入れた。
しかし、1988年に当会が設立されると、Visa又はMasterCardからライセンスを直に取得しなくても、当会を通じて日本信販のライセンスを利用しVISA又はMasterCardの付いた国際カードを発行できるようになった。また当会及びセゾン、OMCなどVISAのスペシャルライセンシーを取得していた会社が、Visaに対して日本国内におけるVISA加盟店の開放を強く要請し、VJAもVisaからの圧力でそれに応じざるを得なくなったため加盟店開放が進んだ。